# Kristian Widmer

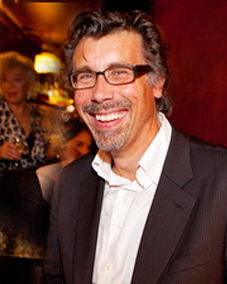
Kristian Widmer

Kristian Widmer (* 26. Oktober 1967) ist ein Schweizer Kommunikationsexperte, Unternehmer, Geschäftsführer und ehemaliger Film- und Fernsehproduzent.

## Biografie
Kristian Widmer ist promovierter Jurist und Inhaber eines MBA der Universität St. Gallen.
1999 wurde Kristian Widmer in die Geschäftsleitung der Condor Films AG berufen und 2003 von der damaligen Hauptaktionärin des Unternehmens, dem Medienkonzern Tamedia AG, zum Geschäftsführer ernannt.
2005 wurde er unterstützt von einer Schweizer Grossbank als Initiant eines MBO Mitaktionär. 2006 übernahm und integrierte Widmer die heute grösste unabhängige Schweizer TV-Produktionsgesellschaft FaroTV GmbH in die Condor Gruppe, die er ab 2008 bis Ende 2016 als Hauptaktionär des Unternehmens führte.
Bereits während seines Jura-Studiums war Kristian Widmer an der Universität Zürich als Autor, freiberuflicher Editor und Band-Manager einer siebenköpfigen Jazz-Formation tätig. 1993 realisierte er mit "XC-Cross Country" als Regisseur und Produzent einen TV-Dokumentarfilm über einen Weltrekordversuch in der damaligen Trendsportart Paragliding, der vom Schweizer Fernsehen als minoritärer Produktionspartner unterstützt wurde. Anschließend arbeitete er für die Vega Film AG und ab 1994 für die Condor Films AG. Hier verantwortete er ab 1996 als Produktionsleiter und später als ausführender Produzent Großprojekte in ganz Europa, Südamerika, USA und Australien u. a. mit Dani Levy, Michael Ballhaus und Xavier Koller und John Malkovich und Jean Reno.
Bei Condor war er nach der Übernahme der Geschäftsleitung  u. a. verantwortlich für über 300 Werbefilme (u. a. mit Roger Federer, Martina Hingis und Stan Wawrinka) und Imagefilme für Credit Suisse, Volkswagen AG und SBB sowie für den mehrfach preisgekrönten Dokumentarfilm Building The Gherkin. 2003 produzierte er im Auftrag des ZDF den deutschen Spielfilm Drei gegen Troja und 2004 mit Ko-Produzent Dominik Kaiser die Persiflage The Ring Thing, eine Schweizer Low-Budget-Parodie auf den US-Film Der Herr der Ringe, die alleine in der Schweiz über 70'000 Eintritte im Kino verbuchen und erfolgreich an die Senator Film nach Deutschland verkauft werden konnte.
Nach dem Verkauf seiner Anteile an der Condor Films AG per Ende 2016 wechselte Kristian Widmer 2017 zur Schweizer Niederlassung der Burson Marsteller AG. Dort übernahm er die für ihn neu geschaffene Funktion eines Head of Strategy. Nach der Fusion des Unternehmens mit Cohn & Wolfe wurde Widmer 2019 Mitglied des Management Boards und Strategic Boards.
Widmer ist Initiator des Online-Magazins Filmpuls und seit 2008 Mitglied der Schweizer Filmakademie und seit 2011 Mitglied der Schweizerischen Management Gesellschaft für Leadership Excellence.